# اد سلیمان
اد سلیمان (انگلیسی: Ed Solomon؛ زادهٔ ۱۵ سپتامبر ۱۹۶۰) یک نویسنده، کارگردان، تهیه‌کننده، و فیلم‌نامه‌نویس اهل ایالات متحده آمریکا است.